# 801.
◄ | 8. stoljeće | 9. stoljeće | 10. stoljeće | ►
◄ | 770-ih | 780-ih | 790-ih | 800-ih | 810-ih | 820-ih | 830-ih | ►
◄◄ | ◄ | 798. | 799. | 800. | 801. | 802. | 803. | 804. | ► | ►►
Astronomija • Književnost • Kršćanstvo • Pravo • Promet

## Događaji
- 28. prosinca – Ludvig I. Pobožni sin Karla Velikoga zauzima Barcelonu.

## Rođenja
- Al Kindi, arapski polihistor

## Smrti
- Rabia el-Adevijja, sufistička učiteljica

## Vanjske poveznice
|  | Zajednički poslužitelj ima još gradiva o temi 801. |